# Kirche Schmorkau (Oschatz)

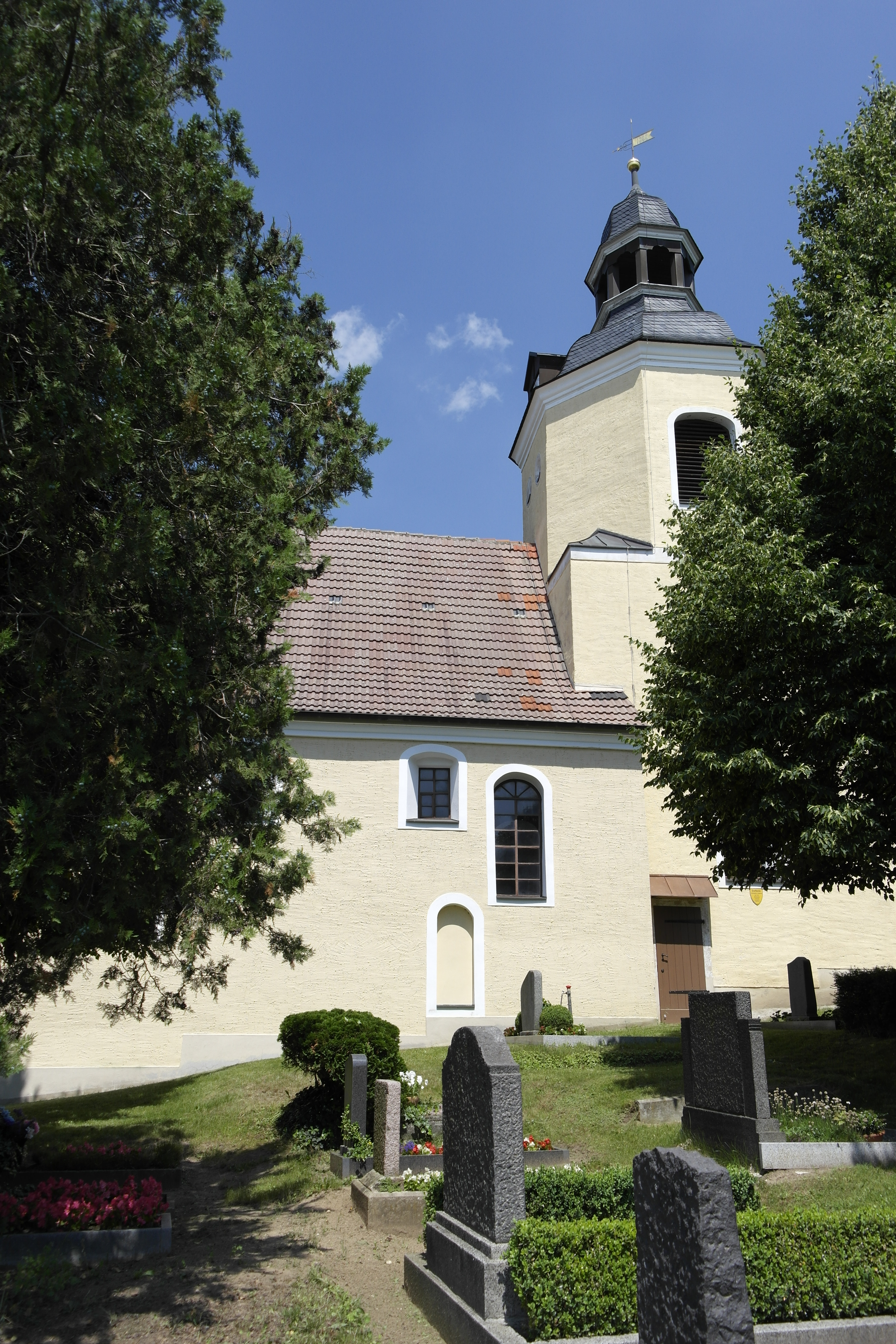
Ansicht

Die evangelisch-lutherische Kirche Schmorkau, zu der man über eine steile Steintreppe gelangt, liegt auf einer Geländeerhebung über dem Oschatzer Stadtteil Schmorkau im Landkreis Nordsachsen. Ein Langhaus mit einem Chorturm aus romanischer Zeit prägen die Kirche.

## Geschichte

### Bis 1700
Um 1230 wird Schmorkau, Schmurchowe, urkundlich genannt und um 1266 eine Pfarrkirche, Gothfridus plebanus in Smorkowe, urkundlich aufgeführt. Das um 968 gegründete Hochstift Meißen kaufte im Jahre 1230 von der Gemarkung Schmorkowe Land.
Der Pfarrer von Schmorkau hinterließ 1266 seine Einkünfte seiner eigenen Fleischbank von Oschatz dem Kloster Heilig Kreuz bei Meißen. Um 1297 wird ein Thom von Schmorkowe als Geschworener von Oschatz als Besitzer von Schmorkau aufgeführt. Urkundlich wird 1346 eine Pfarrkirche in Schmorkau genannt, welche aber im Jahr 1555 zu einer Filialkirche Terpitz’ herabgestuft wurde. Im Jahr 1575 wurden die Pfarräcker samt dem Pfarrhaus zu Schmorkau von Eyriacus von Seylitz auf Schmorkau dem Pfarrer zu Terpitz zugeordnet sowie vier Pfarrwiesen an den Oschatzer Gastwirt Horter verkauft. Im Dreißigjährigen Krieg wurden der Ort und die Kirche mehrfach geplündert, so auch am 13. Oktober 1632, als kroatische Söldner die historischen Abendmahlgefäße, eine silberne Kanne und zehn silberne wertvolle Kelche raubten.

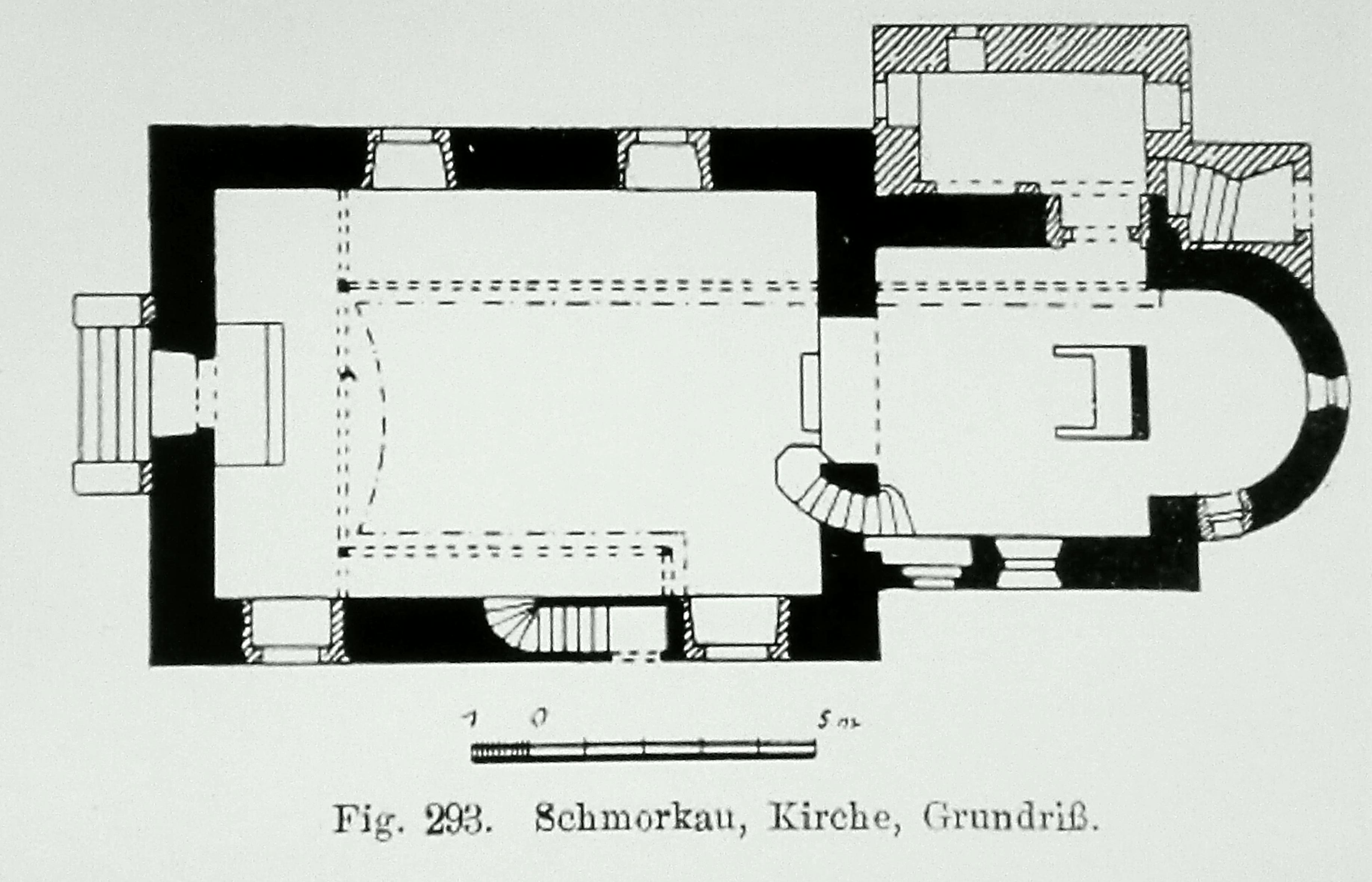
Kirche Schmorkau, Grundriss 1905

### 18. und 19. Jahrhundert
Im Jahr 1717 wurde im Zuge einer Innenrenovierung im Fußbodenbereich Sandsteinplatten verlegt sowie das Gestühl erneuert. Im weiß gehaltenen Innenraum mit den eichenen Holzeinbauten herrscht ein warmer Ton. Das Äußere der Kirche wurde ab dem Jahr 1781 samt dem ziegelgedeckten Kirchenschiff und der mit Schieferschindeln gedeckten Turmhaube erneuert.
Die Herrschaftsempore stammt wohl aus der Zeit um 1650. Die anderen hölzernen Einbauten sind Arbeiten des 19. Jahrhunderts. Die zinnerne Taufschüssel trägt die Jahreszahl 1799. Die Kanzel und das Altarbild wurden im Jahr 1884 im Neorenaissance-Stil angeschafft. Das Altarbild mit segnendem Christus stammt vom Dresdner Historienmaler Karl Gottlob Schönherr.
Der Taufstein aus Zöblitzer Serpentin und Sandstein um 1869 ist ein Geschenk des damaligen Pfarrers Theodor Märker. Der Rittergutspächter Trebst schenkte der Kirche um 1881 für 600 RM eine neue Turmuhr, eine Arbeit des Großuhrmachermeisters M. Baßler aus Lommatzsch. Eine neue Orgel der Firma Hermann Eule aus Bautzen mit sechs Registern auf einem Manual und Pedal wurde im Jahr 1881 installiert.

### Seit 1900
Um 1900 wurde innen und außen eine gründliche Renovierung vorgenommen. Dabei wurde die südliche Vorhalle abgerissen und der Haupteingang an den Westgiebel verlegt. An der Kirche erfolgten sonst weiter keine Veränderungen. Unter dem Zweiten Weltkrieg und der späteren Mangelwirtschaft der DDR litt die Bausubstanz des Gebäudes. Teile der Decke stürzten ein und der Innen- und Außenputz einschließlich des Daches wurden zusehends schadhaft.
Im Zuge eines Sanierungs- und Nutzungskonzepts des Architektenbüros Stefan Bunke aus Heynitz bei Nossen erfolgte im Jahr 2015 ein Abtrennung des Altarraums vom Langhaus durch eine Glaswand im Triumphbogen, so dass ein Raum um den Altar für kirchliche Belange und Gottesdienste entstand. Das Innere wurde durch Freilegen von älteren Farbfassungen neu gestaltet. Eine romanische Fensteröffnung an der Ostseite wurde wiederhergestellt. Mit einem neuen Sandsteinplattenfußboden wurde auch ein barrierefreier Zugang geschaffen. Im nunmehr abgetrennten Teil des Altarraumes wurde das historische Altarbild über dem Südeingang und die Gedenktafeln der Opfer der beiden Weltkriege ebenfalls untergebracht. Unter dem Südfenster bekam der Taufstein einen neuen Platz. Die Wiedereinweihung erfolgte am 1. November 2015. Ab 2011 gehörte die Kirche Schmorkau zur Bornaer evangelisch-lutherischen Kirchgemeinde, seit 2020 zur Kirchgemeinde Oschatzer Land.

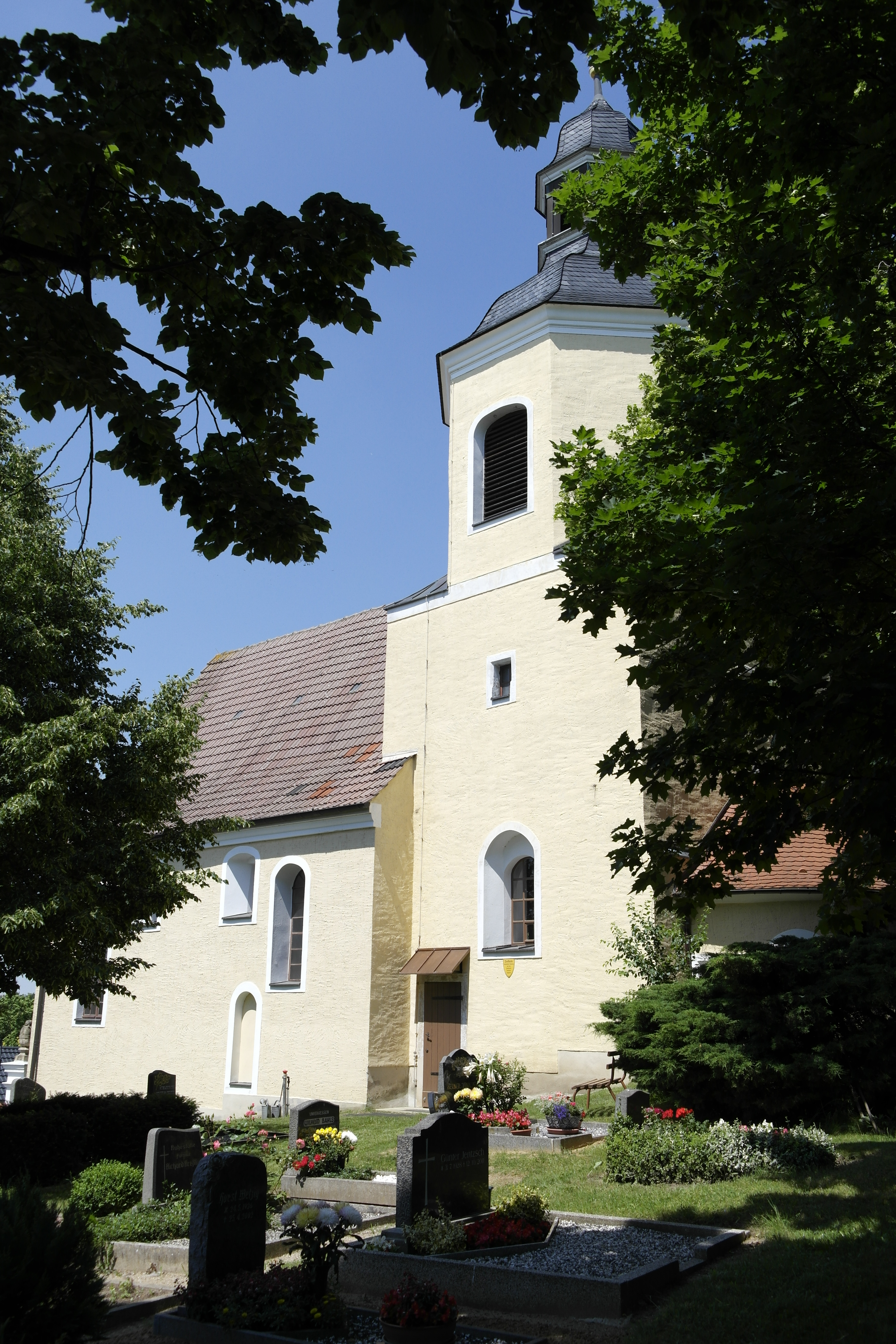
Ansicht
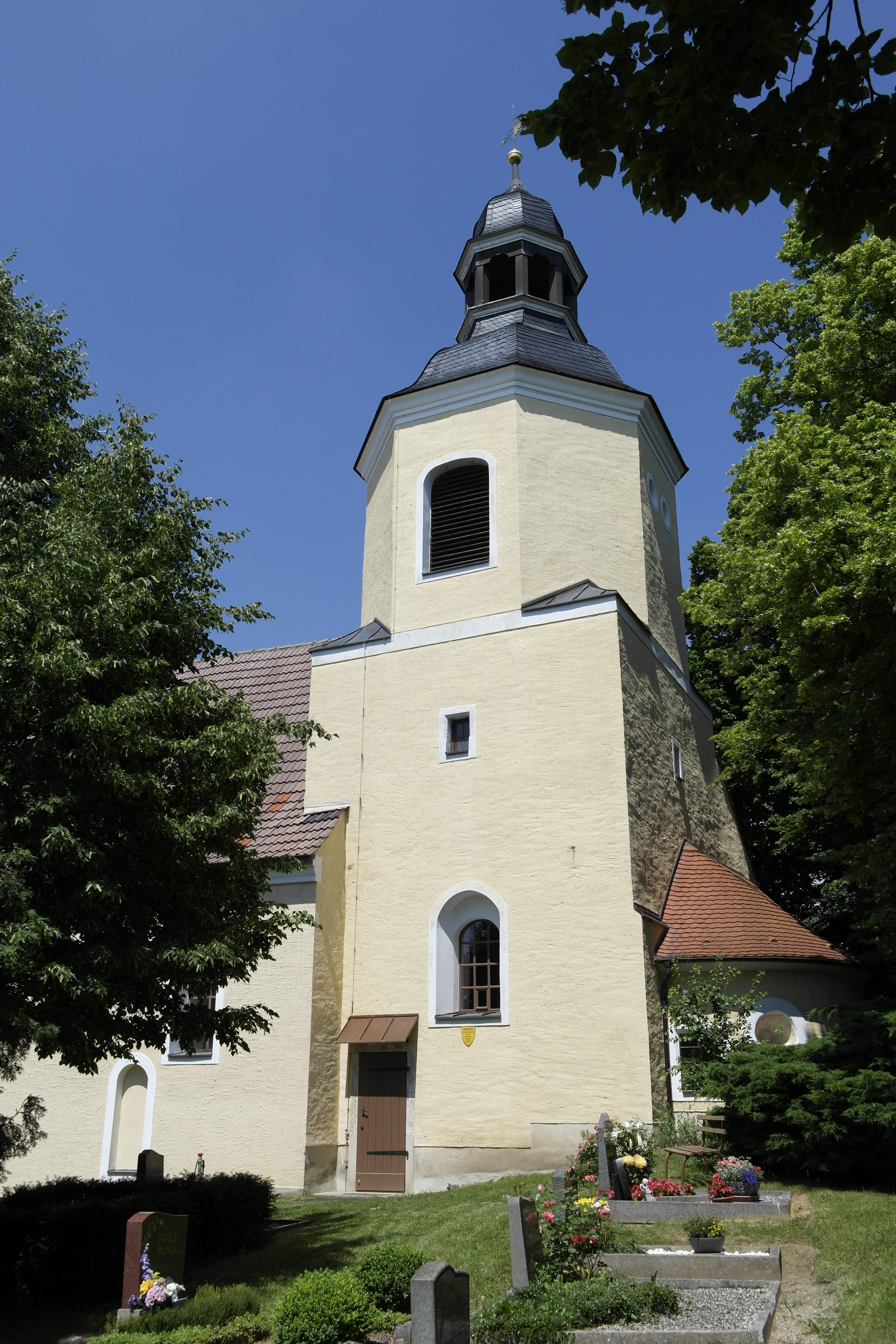
Ansicht
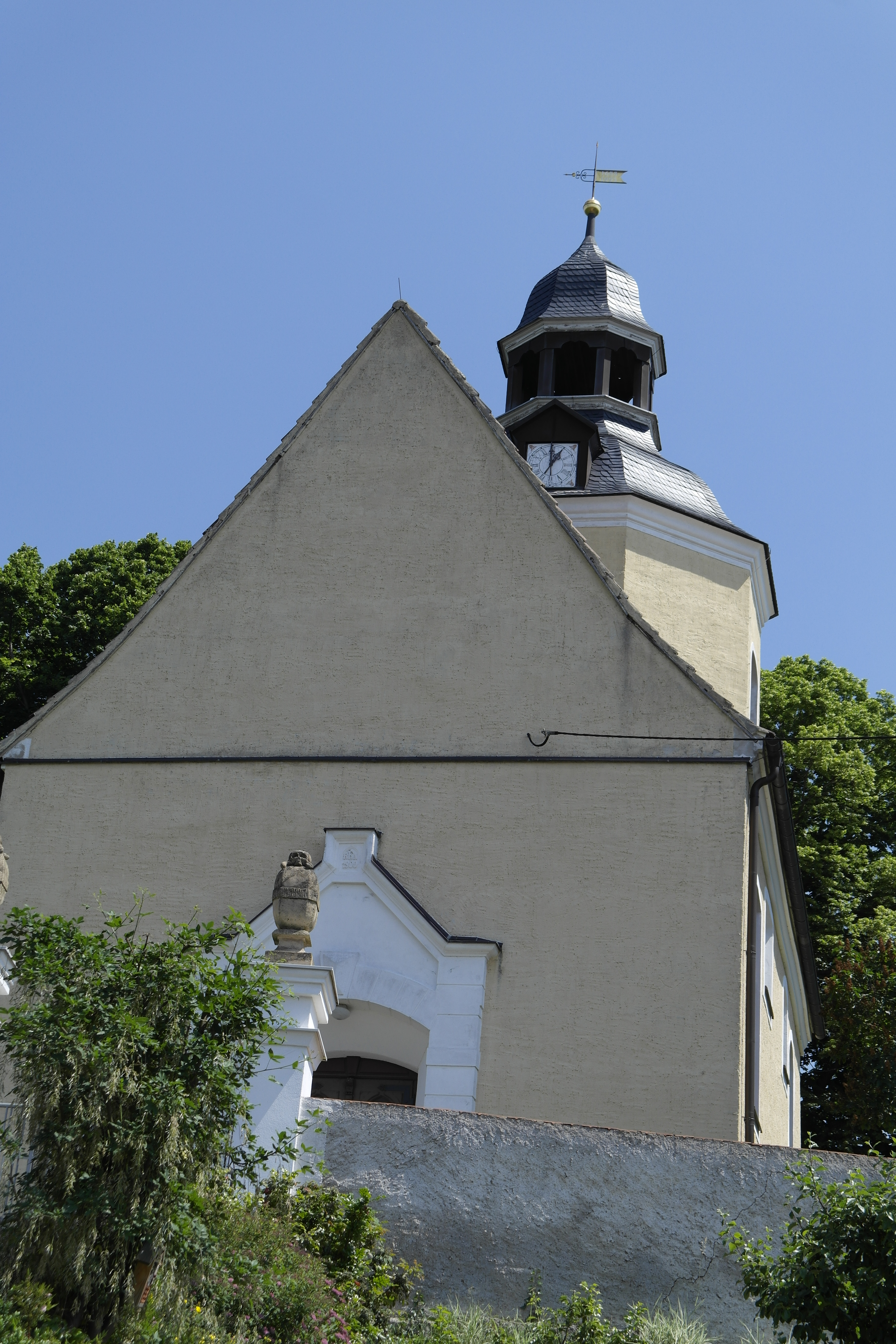
Ansicht von der Straßenseite
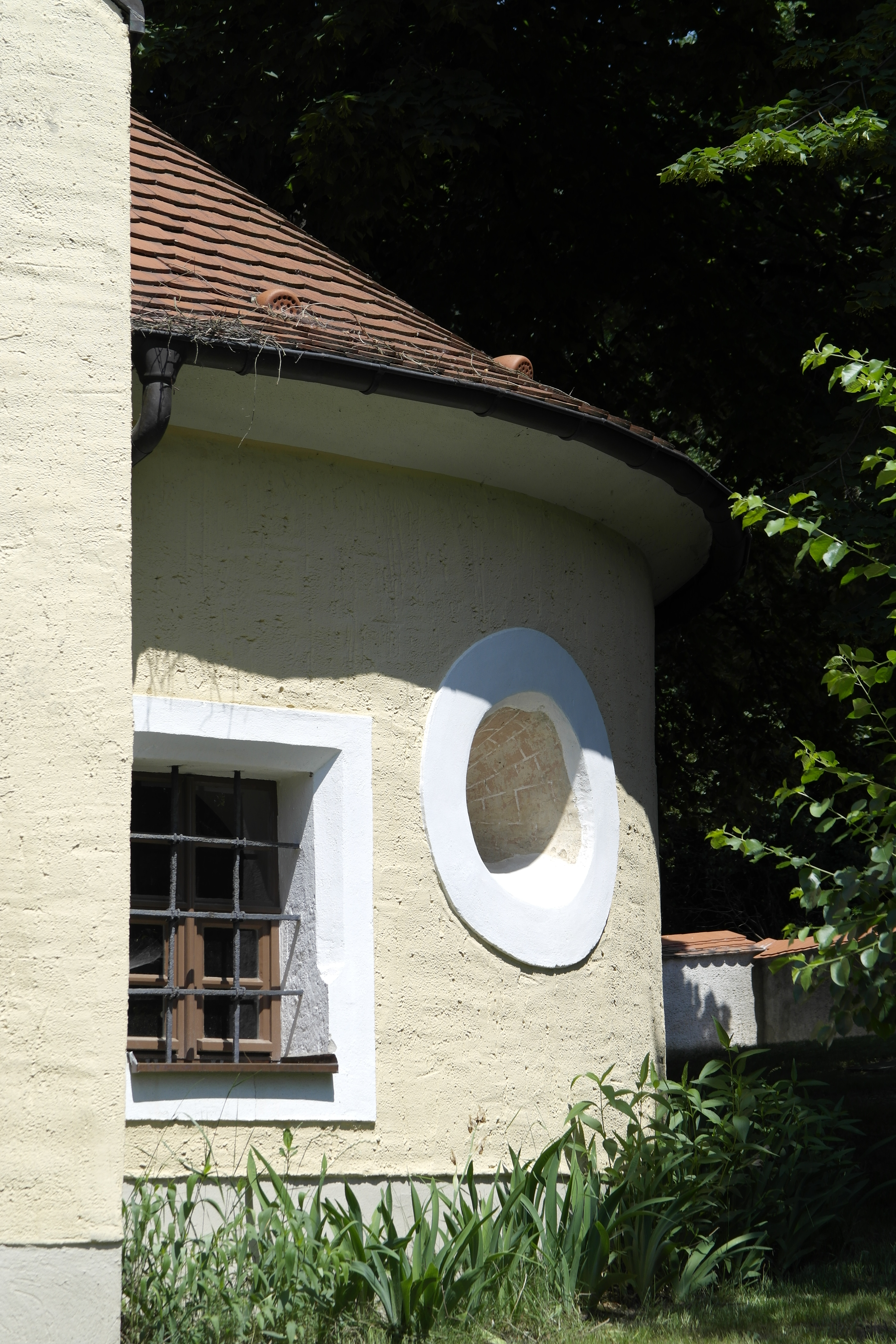
Ansicht Apsis am Chorturm
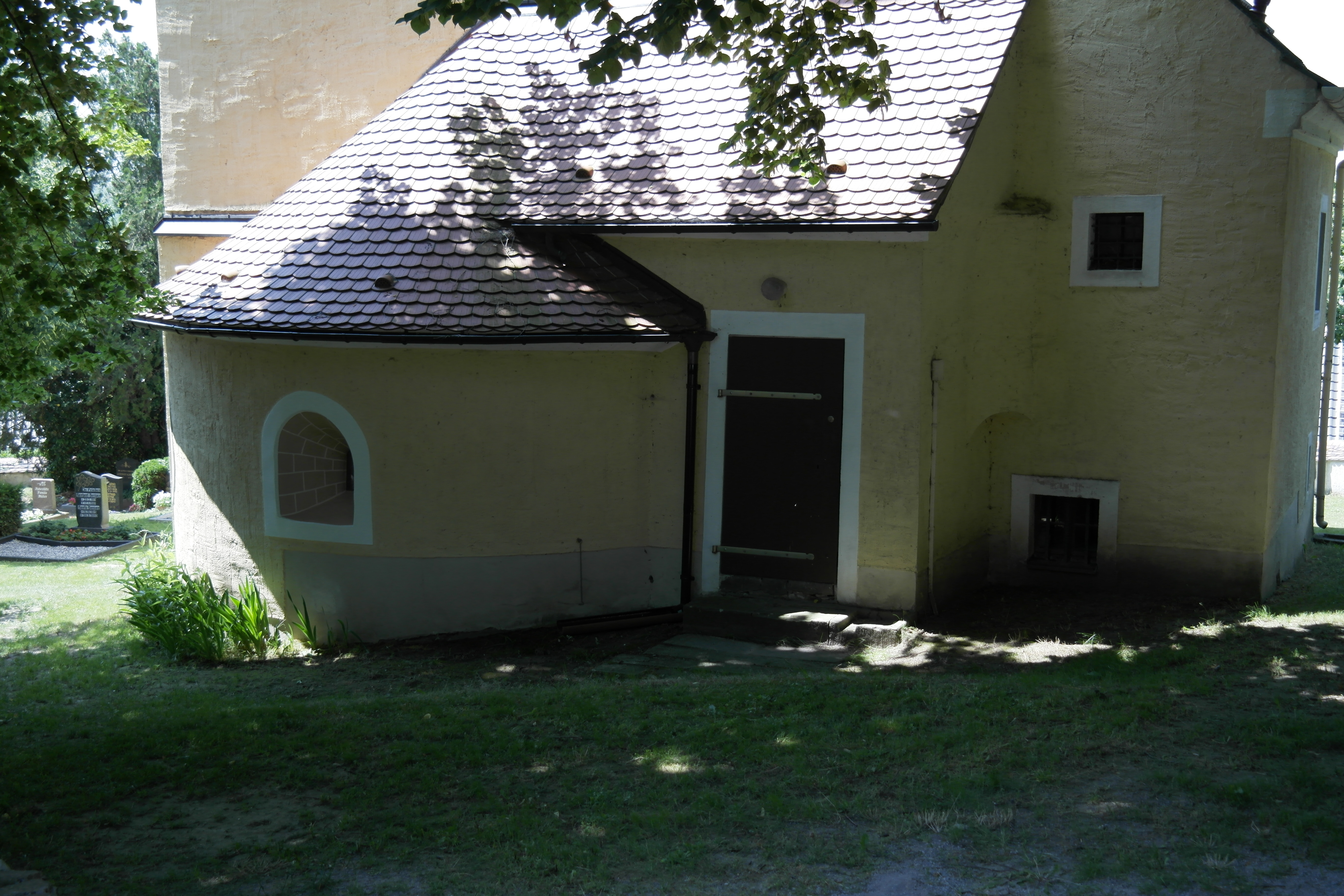
Ansicht Rückseite
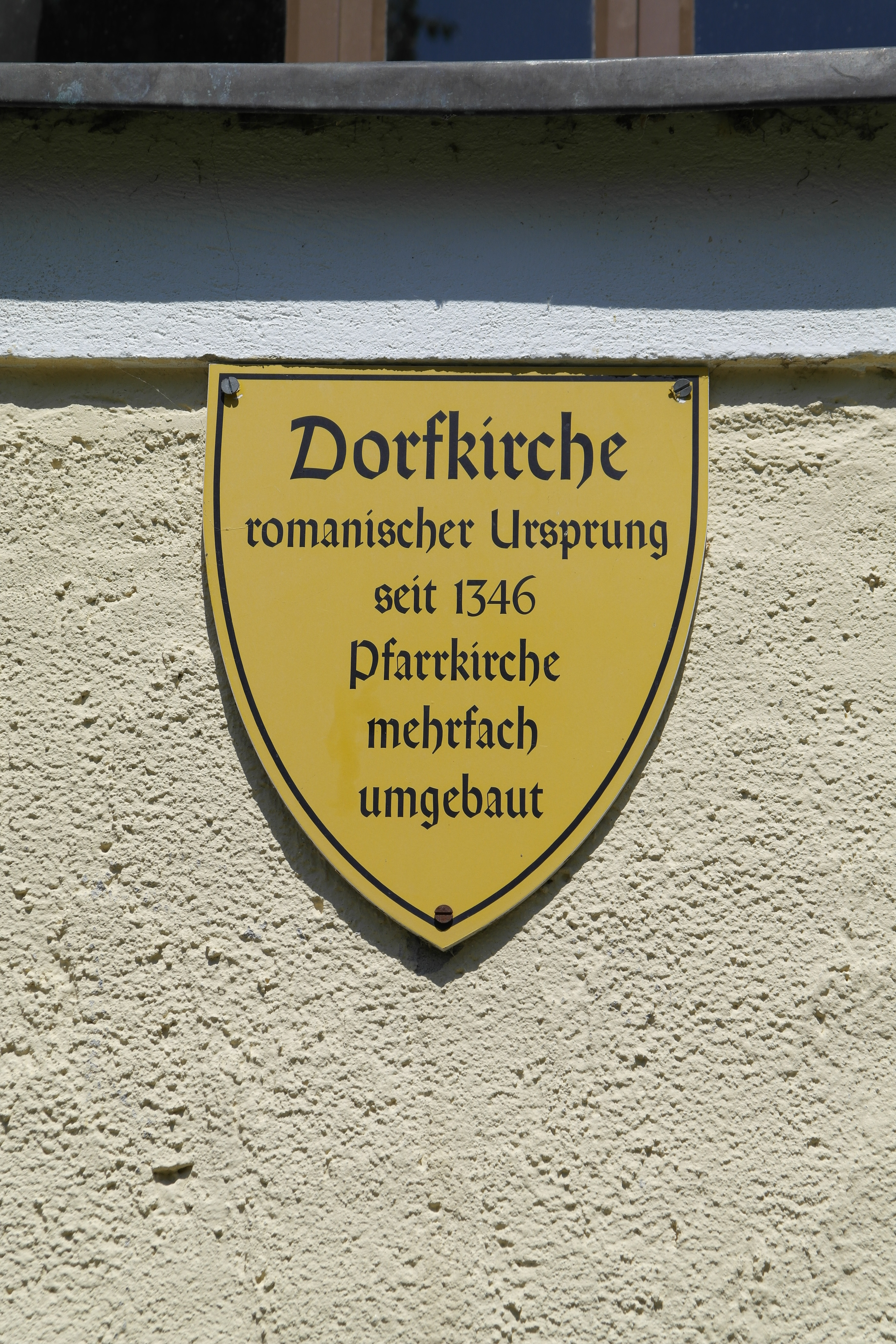
Schild

## Turm
Der Turm entstand um 1688 neu und wurde über dem Altarraum in einem quadratischen Grundriss errichtet. Das Turmgeschoss mit dem Geläut ist achteckig und einer geschweiften Haube mit vergoldeter Wetterfahne bilden den Turmabschluss.

## Geläut
Das Geläut bestand aus drei Bronzeglocken von der Glockengiesserei Johann Gotthelf Große aus Dresden für 2830 RM. Im Jahr 1878 erfolgte die Glockenweihe. Die Glocken mussten im Ersten Weltkrieg als Metallspende abgegeben werden.
Im Folgenden eine Datenübersicht der abgegebenen Glocken:
| Nr. | Gussdatum | Gießer                | Durchmesser | Masse  | Schlagton |
| --- | --------- | --------------------- | ----------- | ------ | --------- |
| 1   | 1878      | Glockengießerei Große | 960 mm      | 480 kg | as′       |
| 2   | 1878      | Glockengießerei Große | 780 mm      | 245 kg | a′        |

Das jetzige Geläut besteht aus zwei Stahlgussglocken, hergestellt von der Glockengießerei Lauchhammer.
Der Glockenstuhl besteht aus einer Holzkonstruktion und die Glockenjoche aus Stahl. Die Glocken wurden 1920 gegossen.
Im Folgenden eine Datenübersicht:
| Nr. | Gussdatum | Gießer                      | Durchmesser | Masse   | Schlagton |
| --- | --------- | --------------------------- | ----------- | ------- | --------- |
| 1   | 1920      | Glockengießerei Lauchhammer | 1450 mm     | 1350 kg | fis′      |
| 2   | 1920      | Glockengießerei Lauchhammer | 1200 mm     | 800 kg  | a′        |